# Rublo transcaucásico
El rublo (en ruso: рубль, armenio: ռուբլի), manat (en azerí: منات) o maneti (en georgiano: მანეთი) fue la moneda de curso legal en los tres estados del Cáucaso que se unieron en la República Democrática Federal de Transcaucasia y posteriormente en la República Socialista Federativa Soviética de Transcaucasia.

## Primer rublo, 1918-1919
En 1918, el Comisariado de la República Democrática Federal de Transcaucasia emitió papel moneda con su denominación en rublos. Este rublo estaba fijado al rublo ruso con una tasa de cambio equivalente. Los billetes tenían impresos textos en ruso en el anverso, y textos en armenio, azerí y georgiano en el reverso. Las denominaciones de estos billetes eran de 1, 3, 5, 10, 50, 100 y 250 rublos.
Entre 1919 y 1923, Armenia, Georgia y Azerbaiyán emitieron su propia moneda: el rublo armenio, el manat azerí y el maneti georgiano, que sustituyeron al rublo transcaucásico con una tasa de cambio de 1:1

## Segundo rublo, 1923-1924
Entre 1923 y 1924, la República Socialista Federativa Soviética de Transcaucasia (parte de la URSS) emitió billetes que oscilaban desde los 1000 al billón de rublos.
Desde 1924 en adelante, el rublo soviético circuló como moneda oficial de Transcaucasia, y posteriormente en las Repúblicas Socialistas Soviéticas de Armenia, Georgia y Azerbaiyán.

## Billetes

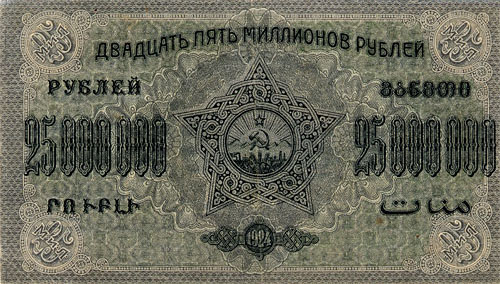
Billete de 25 millones de rublos
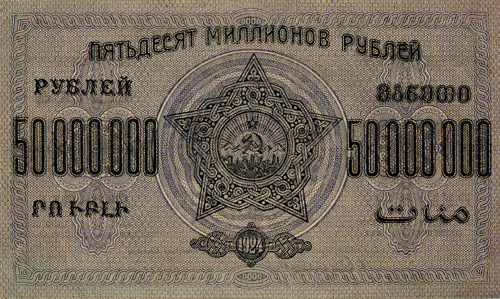
Billete de 50 millones de rublos
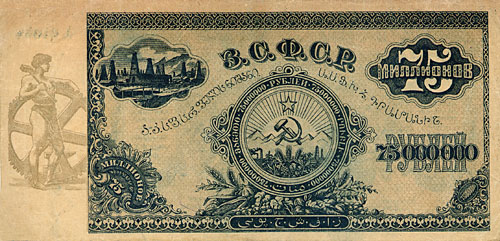
Billete de 75 millones de rublos
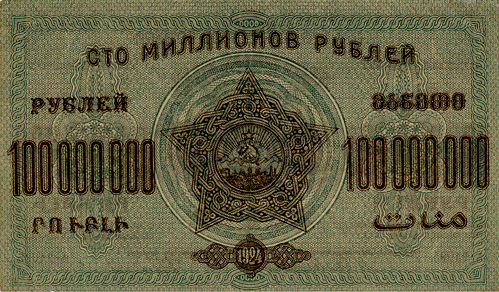
Billete de 100 millones de rublos
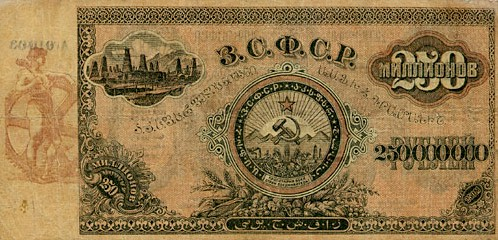
Billete de 250 millones de rublos
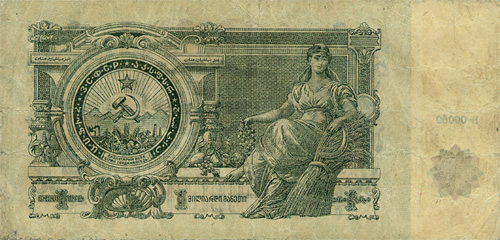
Billete de 1 billón de rublos